# Jan Oosterman
Jan Henricus Antonij Joseph Oosterman (Amsterdam, 17 februari 1876 – aldaar, 19 januari 1963) was een Nederlands glazenier, schilder en tekenaar.

## Leven en werk
Oosterman was een zoon van de Amsterdamse koopman Antonij Johannes Oosterman en Anna Gesina Margaretha Lomans. Hij trouwde in 1904 met Maria Johanna Hermina Lina, uit dit huwelijk werd de keramist Johannes Joseph (Jan) Oosterman (1911-1996) geboren. Oosterman werd opgeleid aan de School voor Bouwkunde, Versierende Kunsten en Kunstambachten in Haarlem, was een studiegenoot van Huib Luns aan de Rijksnormaalschool voor Teekenonderwijs in Amsterdam en kreeg lessen van de schilder Jan Dunselman. Oosterman woonde van 1910 tot enkele jaren voor zijn dood in Blaricum.
Hij werd bekend als kerkschilder (wand- en plafondschilderingen), maar ontwierp ook tegeltableaus en glas-in-loodramen. Hij werkte vooral voor Brabantse kerken. Zijn contacten met de architect Jan Stuyt leverde hem diverse opdrachten op. Oostermans ramen werden onder zijn toezicht uitgevoerd op de ateliers van Ed Löhrer en Cornelius van Straaten. Zijn stijl sloot aan bij de Beuroner kunstschool, die haar inspiratie haalde uit de Oud-Egyptische, vroeg-Griekse en Byzantijnse kunst. Oosterman was een aantal jaren lid van de katholieke kunstkring De Violier.
De kunstenaar overleed begin 1963 op 86-jarige leeftijd.

## Werken (selectie)
- muurschildering (1908) in de Sint-Bavokatherdraal in Haarlem
- tegeltableau (1910) van de kroning van Maria in de Obrechtkerk in Amsterdam
- muurschildering (1911) in de Sint-Antoniuskerk in Utrecht
- drie ramen met Fides, Charitas en Spes (1913/1915) voor de Gerardus Majellakerk in Weebosch
- schilderingen (1915-1923) in de Sint-Petrus' Stoel van Antiochiëkerk in Uden
- schilderingen en ramen (1917-1925) voor de Antonius van Paduakerk in Villapark (Eindhoven)
- raam (jaren twintig) voor de Kerk van de Heilige Theobaldus en Antonius van Padua in Overloon
- schildering (1923), raam (1926) en kruiswegstaties (1944) voor de Sint-Vituskerk in Blaricum
- schildering (1924) en ramen (begin jaren dertig) voor de Sint-Petruskerk in Oirschot
- plafondschildering (1927) in de Sint-Catharinakerk  in 's-Hertogenbosch
- schilderingen (1928-1936) in de Sint-Laurentiuskerk in Oud Gastel
- schilderij van St. Olav (1934) in het Sint-Olavhuis in Bussum
- drie ramen (1939-1940) voor de kapel van het Broederhuis in Laren
- schildering van de Dominicanenkerk in Zwolle

## Afbeeldingen

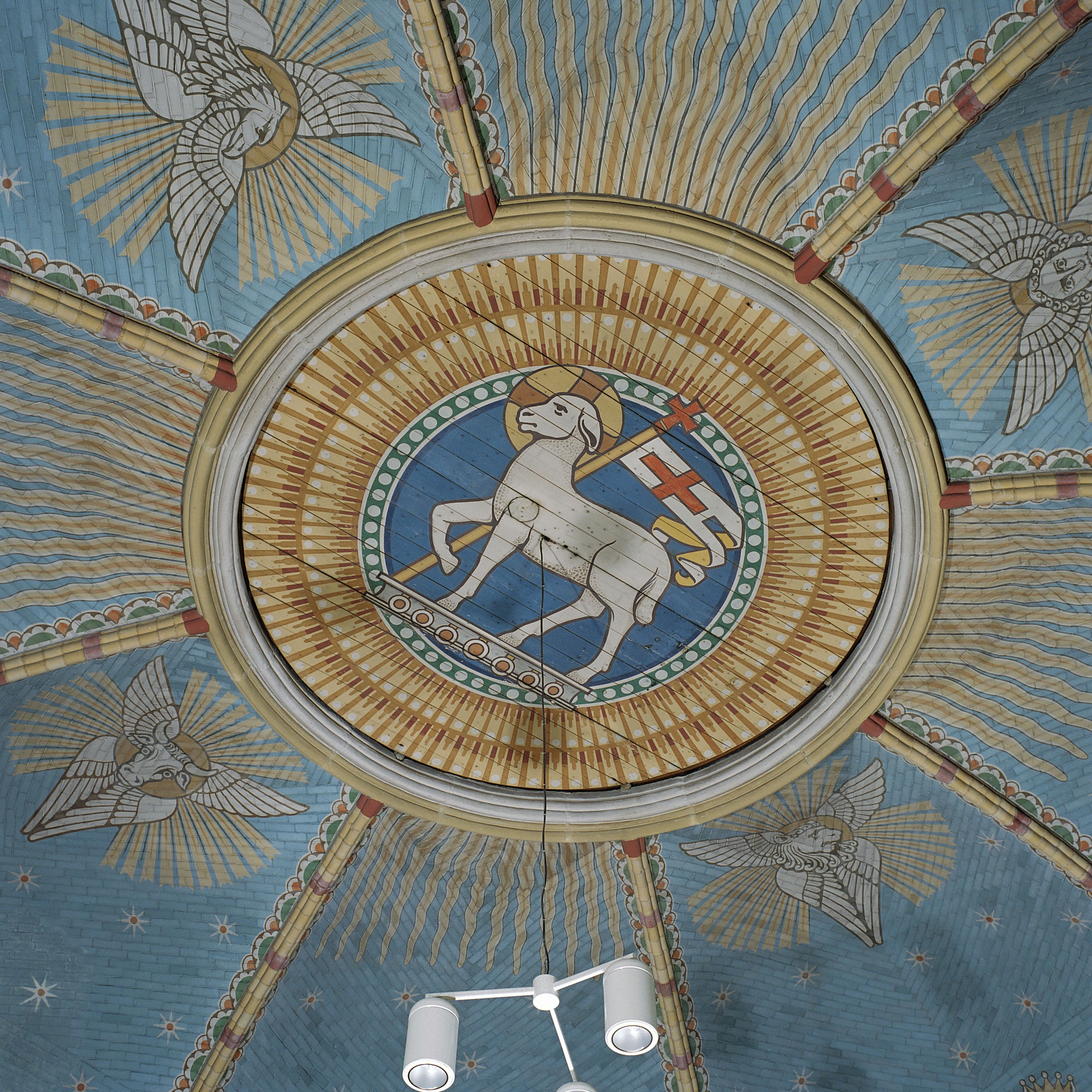
Detail koepelbeschildering Sint-Petruskerk, Uden
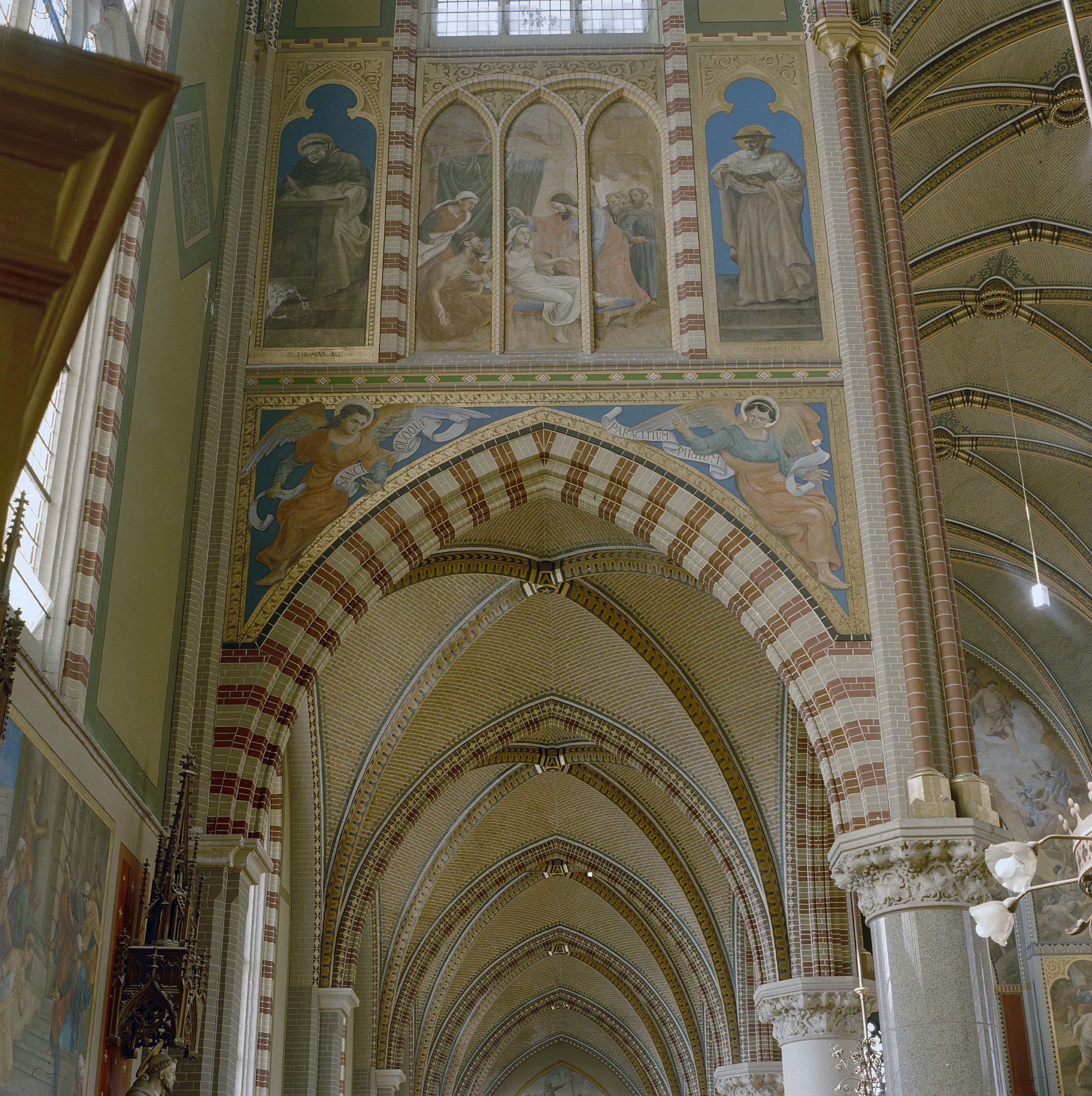
Sint-Laurentiuskerk, Oud Gastel